# Achelia segmentata
Achelia segmentata är en havsspindelart som beskrevs av Utinomi, H. 1954. Achelia segmentata ingår i släktet Achelia och familjen Ammotheidae. Inga underarter finns listade i Catalogue of Life.